# Latouchia
Genre
Synonymes
- Kishinouyeus Kishida, 1913
- Cronebergella Charitonov, 1946

Latouchia est un genre d'araignées mygalomorphes de la famille des Halonoproctidae.

## Distribution
Les espèces de ce genre se rencontrent en Asie.

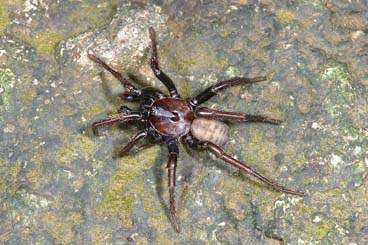
Latouchia parameleomene

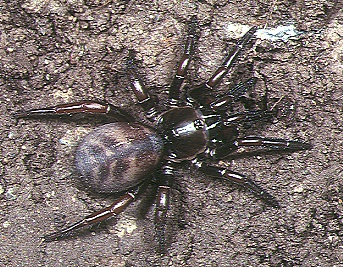
Latouchia swinhoei

## Liste des espèces
Selon World Spider Catalog (version 26, 14/02/2025) :
- Latouchia bachmaensis Ono, 2010
- Latouchia calcicola Hao, Yu & Zhang, 2025
- Latouchia cornuta Song, Qiu & Zheng, 1983
- Latouchia cryptica (Simon, 1897)
- Latouchia cunicularia (Simon, 1886)
- Latouchia davidi (Simon, 1886)
- Latouchia formosensis Kishida, 1943
- Latouchia fossoria Pocock, 1901
- Latouchia huberi Decae, 2019
- Latouchia hunanensis Xu, Yin & Bao, 2002
- Latouchia hyla Haupt & Shimojana, 2001
- Latouchia incerta Decae, Schwendinger & Hongpadharakiree, 2021
- Latouchia japonica Strand, 1910
- Latouchia jinyun Hao, Yu & Zhang, 2025
- Latouchia kitabensis (Charitonov, 1946)
- Latouchia linmufu Hao, Yu & Zhang, 2025
- Latouchia maculosa Decae, Schwendinger & Hongpadharakiree, 2021
- Latouchia parameleomene Haupt & Shimojana, 2001
- Latouchia pavlovi Schenkel, 1953
- Latouchia rufa Zhang & Wang, 2021
- Latouchia schwendingeri Decae, 2019
- Latouchia stridulans Decae, 2019
- Latouchia swinhoei Pocock, 1901
- Latouchia typica (Kishida, 1913)
- Latouchia vinhiensis Schenkel, 1963
- Latouchia wenchuan Hao, Yu & Zhang, 2025
- Latouchia wenruni Lin & Li, 2023
- Latouchia yaoi Hao, Yu & Zhang, 2025
- Latouchia yejiei Zhang & Wang, 2021
- Latouchia yuanjingae Lin & Li, 2022

## Systématique et taxinomie
Ce genre a été décrit par Pocock en 1901 dans les Ctenizidae. Il est placé dans les Halonoproctidae par Godwin, Opatova, Garrison, Hamilton et Bond en 2018.
Kishinouyeus a été placé en synonymie par Yaginuma en 1971.
Cronebergella a été placé en synonymie par Raven en 1985.

## Publication originale
- Pocock, 1901 : « On some new trap-door spiders from China. » Proceedings of the Zoological Society of London, vol. 1901, no 1, p. 207-215 (texte intégral).